# Manuel Alberti
Pour les articles homonymes, voir Alberti.
Manuel Máximiliano Alberti (Buenos Aires, 1763 – id., 1811) était un prêtre catholique originaire de Buenos Aires, ville appartenant alors à la Vice-royauté du Río de la Plata. Il détenait une cure à Maldonado, dans l’actuel Uruguay, lorsque survinrent les offensives anglaises contre le Río de la Plata, et retourna dans sa ville natale à temps pour prendre part à la révolution de Mai de 1810. Il fut choisi comme un des sept membres de la Première Junte, que l’on considère être le premier gouvernement national autonome de l’Argentine. Il appuya la plupart des propositions du secrétaire à la guerre Mariano Moreno et collabora à la Gazeta de Buenos Ayres, journal officiel de la jeune république. Les vives dissensions internes au sein de la Junte ne furent sans doute pas étrangères à sa mort prématurée, consécutive à une crise cardiaque, à l’âge de 47 ans.

## Biographie

### Époque coloniale

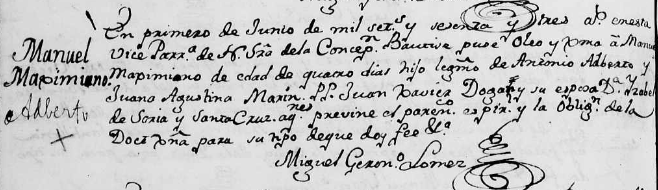
Copie de l'acte de baptême de Manuel Alberti, conservé à la paroisse Inmaculada Concepción de Buenos Aires.

Manuel Alberti naquit et fut baptisé dans la paroisse de Concepción à Buenos Aires, et grandit dans une fratrie de sept enfants. La famille Alberti se fit le bienfaiteur de la Maison des œuvres spirituelles de Buenos Aires (en esp. Casa de Ejercicios de Buenos Aires) par la donation d’un terrain, afin que cette institution pût y transférer son siège.
Il acheva la première partie de ses études secondaires au Collège Royal Saint-Charles en février 1777, obtenant le brevet de philosophie, logique, physique et métaphysique. Camarade de classe de Hipólito Vieytes, il termina ses études secondaires en février 1779. L’année suivante, il se transporta vers Córdoba, pour y poursuivre des études de théologie à l’université nationale de Córdoba. Malgré un bref retour à Buenos Aires au cours de sa seconde année, pour raisons de santé, il réussit à terminer le cursus, et après avoir obtenu son doctorat en théologie et physique en juillet 1785, se vit remettre son titre dans l’église de la Compagnie de Jésus (Iglesia de la Compañia de Jesús), dans l’îlot jésuitique de Córdoba, où se trouve également l’université.
Il fut consacré prêtre dans les premiers mois de 1786, et fut nommé curé de la paroisse de Concepción à Buenos Aires, où il avait été baptisé, et y travailla pendant trois ans, tout en œuvrant aussi à la Casa de Ejercicios, dont il devint le directeur. Selon l’avis de ses supérieurs, il se distinguait par ses hautes qualités d’homme d’église « amène, désintéressé, caritatif ». En septembre 1790, il fut nommé curé et vicaire par intérim du partido de Magdalena, mais dut démissionner une année plus tard pour cause de problèmes de santé. Il revint en 1793, mais démissionna définitivement en février 1794. En dépit d’une supplique des habitants de la paroisse de Concepción en faveur d’Alberti, dont ils avaient pu apprécier la bonté de son traitement, le zèle de son apostolat, et sa charité avec les pauvres, il fut nommé en janvier 1802 curé de San Fernando de Maldonado, dans la Bande Orientale (c'est-à-dire grosso modo l’actuel Uruguay). Les données historiques dont nous disposons sur les activités d’Alberti dans ses cures successives restent toutefois peu abondantes.
La Bande Orientale, et avec elle la paroisse de Maldonado, tombèrent pour une brève période en 1806 sous domination britannique lors des offensives anglaises du Río de la Plata. Des pillages ayant lieu après qu’eut échoué la résistance contre les Anglais, Alberti dut cacher les objets de valeur vis-à-vis de cette paroisse non encore achevée de construire. Défiant les autorités d’occupation, Alberti apportait de l’aide médicale aux soldats espagnols, célébrait des obsèques catholiques pour les décédés, et transmettait aux forces espagnoles des renseignements sur les troupes anglaises stationnées dans la ville, en conséquence de quoi il fut emprisonné. Le britannique John James Backhouse cependant le remit en liberté pour qu’il assurât de nouveau la pratique religieuse (les envahisseurs au demeurant n’avaient aucun soin d’imposer le protestantisme à la population), mais cette fois sous escorte militaire. Les Anglais furent finalement battus par Jacques de Liniers et expulsés de la vice-royauté.

### Première Junte
Il revint à Buenos Aires en 1808, où il se vit confier la paroisse de San Benito de Palermo. Celle-ci était censée constituer une nouvelle entité détachée de la paroisse de San Nicolás de Bari, mais ce remembrement n’ayant jamais été mis en œuvre, Alberti eut donc à s’occuper à la fois de l’une et de l’autre. Dans le même temps, il s’engagea en politique, rejoignant les groupes autour de Miguel de Azcuénaga et de Nicolás Rodríguez Peña, qui cherchaient à provoquer de profonds changements politiques et sociaux, et dont l’activité devait finalement amener la révolution de Mai. Alberti, au même titre que 27 autres ecclésiastiques, fut choisi pour prendre part au cabildo ouvert fixé au 22 mai afin de décider du sort du vice-roi Baltasar Hidalgo de Cisneros. Il fut, en soutenant la proposition de Cornelio Saavedra, parmi les dix-neuf qui votèrent en faveur de l’évincement du vice-roi. Il appuya également Juan Nepomuceno Solá et Ramón Vieytes, qui proposaient la convocation de députés des autres villes de la vice-royauté.

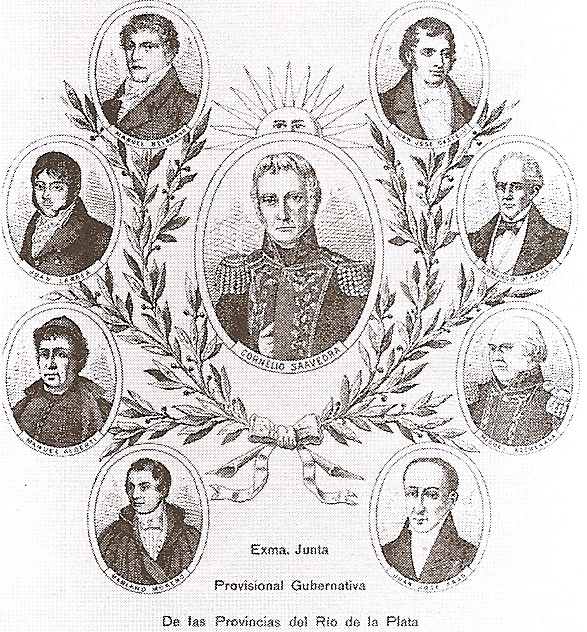
Lithographie représentant les membres de la Première Junte (Alberti est le troisième de haut en bas à gauche).

Son frère, Manuel Silvestre Alberti, signa la pétition populaire, rédigée le 25 mai, en faveur d’une liste de personnalités devant composer le futur comité de gouvernement appelé à remplacer Cisneros au pouvoir. Ce même jour, Alberti se porta au domicile de Manuel Azcuénaga et, de cet endroit, en compagnie de nombreux autres patriotes qui s’y trouvaient réunis, observa les événements se déroulant alors sur la Plaza de la Victoria (actuelle place de Mai) ; c’est aussi là qu’il se tenait lorsque lui parvint la nouvelle qu’il avait été choisi membre de la nouvelle junte de gouvernement. Les raisons pour lesquelles Alberti fut retenu ne sont pas claires, ce qui vaut au demeurant pour tous les membres de la Junte. Une théorie généralement admise tient qu’il s’était agi de préserver un certain équilibre entre charlottistes et alzaguistes, et il se peut qu’Alberti en particulier ait pu être choisi pour faire office de chapelain du gouvernement.
Au sein de la Junte, Alberti s’aligna sur la plupart des propositions réformistes de Mariano Moreno, ainsi que Juan Larrea et Juan José Castelli. Il cosigna la plupart des règlements propres à donner corps au nouveau régime politique, tels que ceux relatifs à la souveraineté populaire, aux principes républicains de représentativité, de séparation des pouvoirs, de publicité des actes de gouvernement, de liberté d’expression, et ceux jetant les bases d’un fédéralisme politique. En revanche, il refusa d’appuyer, sans égard au contexte, les actions de la Junte qui allaient à l’encontre de sa formation religieuse. Ainsi refusa-t-il de signer la sentence de mort contre Jacques de Liniers, capturé à la suite de l’échec de la contre-révolution dont il avait pris la tête. S’il plaça certes sa signature sous les ordres durs donnés à Castelli en vue de la première des campagnes dans le Haut-Pérou que celui-ci devait commander, ce fut moyennant la précision, consignée auprès de sa signature, qu’il exceptait de son approbation les articles prescrivant la peine capitale. Il était réticent quant au rôle de l’Église dans la nouvelle configuration politique et poursuivit, sur ce chapitre, une polémique avec le Cabildo de Buenos Aires ; voulant prévenir les anciens abus des gouvernements absolutistes, il soutenait que le Cabildo n’était habilité à exercer aucune autorité sur la Junte en matière ecclésiastique.
Manuel Alberti eut également une activité journalistique, par son travail à la Gazeta de Buenos Ayres, journal officiel fondé par la Junte. La tâche d’Alberti consistait, aux termes du règlement présidant à la création de ce journal, à sélectionner les nouvelles destinées à la publication. Cette tâche était l’attribution exclusive d’Alberti, sans qu’il eût à en référer à aucun des autres membres de la Junte. Certains historiens estiment que le véritable auteur des éditoriaux du journal était Alberti, et non Mariano Moreno, d’ordinaire cité comme leur auteur, compte tenu qu’ils n’étaient pas signés et que leur style d’écriture est assez dissemblable à celui des autres écrits de ce dernier.
L’arrivée du doyen Gregorio Funes, député de Córdoba, doué d’idées apparentées à celles du président de la Junte Cornelio Saavedra, fut à l’origine du premier désaccord entre Alberti et Moreno. Ce dernier, engagé dans un conflit interne contre Saavedra, escompta qu’Alberti écrivît contre Funes ; il n’en fut rien, et Moreno s’exprima avec âpreté à ce sujet. La distance entre Moreno et Alberti devait se creuser davantage encore au moment où la Junte vota en faveur de l’incorporation en son sein des députés envoyés par les autres villes du territoire. Si tout d’abord, les deux hommes s’opposèrent conjointement à cette proposition d’élargissement de l’exécutif, Alberti finit cependant par voter pour, déclarant qu’il s’y résignait pour des motifs de convenance politique. Ainsi la Première Junte se mua-t-elle en la Grande Junte. Mariano Moreno, relégué dorénavant dans une faction minoritaire, remit bientôt sa démission.
L’inclusion des nouveaux députés ne fit qu’exacerber les dissensions au sein de la Junte. Alberti s’opposait à Saavedra et Funes, quoique d’une façon plus modérée que Moreno. Ces tensions mirent sa santé à rude épreuve, et il eut une légère attaque cardiaque le 28 janvier 1811. Craignant alors pour sa vie, il rédigea ses dernières volontés et se fit administrer l’extrême-onction. Trois jours après, s'en retournant chez lui à la suite d’un vif désaccord avec Funes, il fut frappé d’une nouvelle crise cardiaque et succomba. Il fut inhumé au cimetière de San Nicolás de Bari, à Buenos Aires, selon ses vœux. Le certificat de décès porte qu’il fut privé des derniers rites, en raison de ce que sa mort inopinée n’en avait point laissé le temps. Alberti était le premier membre de la Première Junte à décéder.

## Hommages

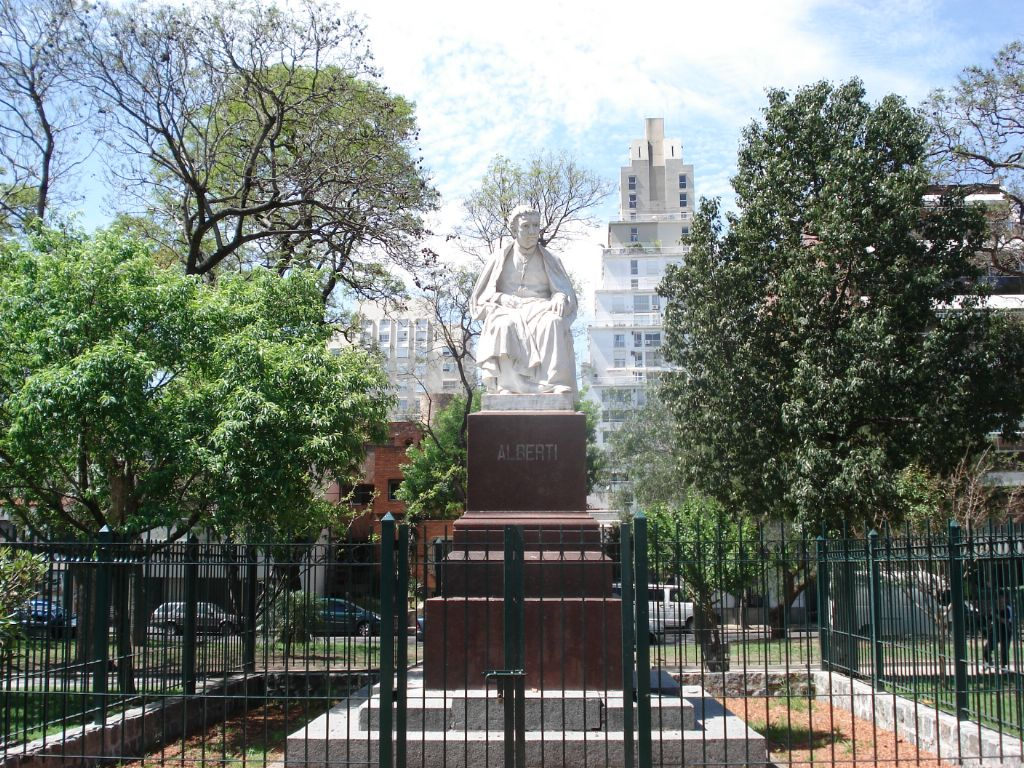
Statue de Manuel Alberti à Barrancas de Belgrano.

Tous les membres de la Grande Junte assistèrent aux obsèques d’Alberti, y compris son ennemi politique Gregorio Funes. Domingo Matheu était le plus affecté par sa mort, au point de verser des larmes. Alberti fut remplacé au sein de la Junte par Nicolás Rodríguez Peña, moréniste déterminé. Saavedra et Funes ne l’aimaient guère, mais eu égard à la commotion sociale produite par la mort d’Alberti, ils se gardèrent de faire opposition à sa nomination.
Dans ses dernières volontés, Alberti avait demandé d’éviter des funérailles fastueuses et désigné ses frère et sœurs pour héritiers de ses biens (maison, ferme, mobilier, eslaves, vêtements, bibliothèque etc.). Ses carnets personnels sont parvenus jusqu’à nous, même si une partie en a été perdue par suite de mauvaises conditions de conservation. Son œuvre écrite, qui comprend de nombreux ouvrages de théologie, des études sur la Bible et sur des théologiens scholastiques, ainsi que des ouvrages de droit, est utilisée par les historiens pour déterminer ses influences et reconstituer son bagage idéologique. Les restes d’Alberti se perdirent lorsque la chapelle fut démolie pour permettre une expansion de l’avenue 9 de Julio.
Le gouvernement de Buenos Aires nomma une rue en son honneur en 1822. En 1910, à l’occasion du centenaire de l’Argentine, une statue le représentant fut érigée dans le quartier Belgrano, faubourg nord de Buenos Aires. Son nom a également été donné au district (partido) de Manuel Alberti, dans la province de Buenos Aires.